# Sheep (gra komputerowa)
Sheep – strategiczno-logiczna gra komputerowa wydana w 2000 roku na PlayStation, Windows i Game Boy Advance. W 2001 roku Feral Interactive wydało wersję na Mac OS X.

## Rozgrywka
Gracz ma do wyboru jednego z czterech pasterzy, dwójkę ludzi (Ewę i Adama) i dwa psy (Burka i Azora). Zadaniem gracza jest przeprowadzenie jednego z czterech typów owiec (wiejskie, miejskie, długowłose lub „owce 2000”) w określone miejsce na danym poziomie. Jeżeli gracz zbierze wszystkie trofea w danym świecie otrzyma dostęp do gry bonusowej.

## Odbiór
Zgodnie z witryną Metacritic gra otrzymała mieszane lub pozytywne recenzje na wszystkich platformach. AllGame dał wersji PC cztery gwiazdki na pięć i określił grę jako „prostą, dobrze przemyślaną i bezbłędnie wykonaną”. Daniel Erickson z „Next Generation” określił grę jako „tak błyskotliwą i oryginalną jak Lemmings w swoich czasach”.
Computer Games Strategy Plus nominował wersję PC do nagrody „Klasyczna gra roku” za 2000 rok.